# 郑伯农
郑伯农（1937年12月—），笔名郑汶，男，福建长乐人，中国文艺评论家，曾任《文艺报》总编辑，中国作家协会全国委员会名誉委员，中华诗词学会常务副会长。